# Pokolj u Rami 1942. godine
Pokolj u Rami (kraju oko grada Prozora u BIH) dogodio se tijekom ofenzive talijanskih i četničkih snaga protiv partizana u Hercegovini, u listopadu 1942. godine ("Operacija Alfa"). 
Partizani su talijansko-četničkim snagama pružali slab otpor i organizirano se povlačili. Stanovništvo Rame - koje s partizanima u principu nije surađivalo - nije se skrivalo niti povlačilo, ne očekujući da će od Talijana pretrpjeti veće neugodnosti.
Međutim su četnici iskoristili priliku da masovno zlostavljaju, ubijaju i pljačkaju ne-srpsko stanovništvo na području Rame: u izvješću Draži Mihailoviću četnički zapovjednik major Petar Baćović piše da je "popaljeno 15 katoličkih sela" i "zaklano preko 2.000 šokaca i muslimana. Većinom ustaše ili komunisti".
U izvještaju kapetan talijanske vojske Vigiaca načelniku Obavještajnog odjeljenja talijanskog 6. armijskog korpusa majoru Angelu de Mateisu od 18. listopada 1942. godine iznosi se da je stanovništvo navodno bježalo pred talijansko-četničkim snagama, ali da su četnici ipak uspjeli pronaći i ubiti mnogo takvih civilnih bjegunaca:
Čitava zona uzduž maršrute odavno je pod okupacijom partizana; domaćini su dobrim dijelom pobjegli i tako dokazali da se civilno stanovništvo sa njima saživjelo; zato su sela i kuće potpuno uništene.
Od 6. do 10. listopada nađeno je preko 700 mrtvih među borcima i stanovništvom raznih sela koji su davali otpor. (...)
O pokolju u Prozoru se raspravljalo na beogradskom procesu četničkom vođi generalu Mihailoviću.
Svjedok Aleksa Pranjušić iz Ripaca, srez Prozor svjedoči na suđenju Draži Mihailoviću u Beogradu 1946. godine:
Svjedoči isti svjedok: 
Prema evidencijama sačinjenim nakon II. svjetskog rata, u ovim je događanjima ubijeno u prozorskom kraju 849, a u jablaničkom 170 civila.

## Vanjske poveznice
- "Sedam desetljeća od četničkog zločina u zapadnoj Hercegovini", D. Šimić za HRSVIJET.NET, 3.10.2012.
- "I nakon sedamdeset godina od zločina pokrov nametnute šutnje još je jak"  Arhivirana inačica izvorne stranice od 7. ožujka 2014. (Wayback Machine), Matej Škarica za "Ramska zajednica", 11.10.2012.
- "VIDEO: Znanstveno-stručni skup 'Četnički pokolj u Rami 1942.'"  Arhivirana inačica izvorne stranice od 7. ožujka 2014. (Wayback Machine), www.rama-prozor.info, 19.10.2012.
- "Predstavljenja knjiga 'Rama 1942"'", Katolička Tiskovna Agencija Biskupske konferencije Bosne i Hercegovine, 4.2.2014.